# Даніель Чернстрем
Даніе́ль Че́рнстрем (швед. Daniel Tjernström, нар. 19 лютого 1974, Карлскуга) — колишній шведський футболіст, півзахисник клубу АІК.

## Клубна кар'єра
Народився 19 лютого 1974 року в місті Карлскуга. Вихованець юнацьких команд футбольних клубів «Бретенс» та «Карлскуга».
У дорослому футболі дебютував 1990 року виступами за нижчолігову «Карлскугу», в якій провів три сезони, взявши участь у 50 матчах чемпіонату.
Своєю грою привернув увагу представників тренерського штабу клубу «Дегерфорса», до складу якого приєднався на початку 1993 року. Відіграв за команду з Дегерфорса наступні три сезони своєї ігрової кар'єри і в першому ж сезоні допоміг клубу здобути перший в своїй історії трофей — Кубок Швеції. Більшість часу, проведеного у складі «Дегерфорса», був основним гравцем команди.
На початку 1996 року уклав контракт з «Еребру», у складі якого провів ще три роки своєї кар'єри гравця. Граючи у складі «Еребру» також здебільшого виходив на поле в основному складі команди.
До складу клубу АІК приєднався на початку 1999 року. Наразі встиг відіграти за команду з Стокгольма 305 матчів в національному чемпіонаті. За цей час виборов титул чемпіона Швеції, а також двічі вигравав кубок країни.

## Виступи за збірні
Протягом 1994–1995 років залучався до складу молодіжної збірної Швеції. На молодіжному рівні зіграв у 6 офіційних матчах.
1997 року дебютував в офіційних матчах у складі національної збірної Швеції. Всього за три роки провів у формі головної команди країни 5 матчів.

## Титули та досягнення
- Чемпіон Швеції (1):

АІК: 2009
- Володар Кубка Швеції (3):

«Дегерфорс»: 1992-93
АІК: 1998-99, 2009
- Володар Суперкубка Швеції (1):

АІК: 2010
- Володар Суперкубка Сінгапуру (1):

АІК: 2010